# Benita Gil
Benita Gil Lamiel (La Ginebrosa (Teruel), España, 14 de enero de 1913 – Praga, 26 de julio de 2015) fue una maestra y coordinadora sindical española.
Entrevistada en Praga a sus 101 años al serle concedida la Encomienda de la Orden de Isabel la Católica al mérito civil, explicaba así las circunstancias de su largo exilio: "Era maestra, y siempre consideré que si me quedaba me hubieran echado de la enseñanza".

## Biografía
Hija de un agricultor, Benita Gil Lamiel pasó su infancia en la masada de La Ginebrosa, aunque todo el núcleo de su familia procedía y residía en el Mas de las Matas, donde fue a la escuela entre los 11 y los 14 años. En 1928 la familia se trasladó a Zaragoza. En la capital aragonesa hizo la carrera de Magisterio entre 1928 y 1932. Integrada en la Agrupación Provincial de Maestros de Primera Enseñanza en Zaragoza, durante la Guerra Civil Española fue docente en Alcañiz (Teruel) y desde abril de 1938 en Llansá (Gerona), circunstancia que facilitó su salida de España. En enero de 1939 se exilió en Francia, donde se casó con Felipe Serrano (también maestro) y su compañero desde 1938, con el que tendría dos hijos.
En 1950 su marido fue expulsado de Francia y fue junto a otros muchos españoles también acogidos en Checoslovaquia y destinados a una ciudad del norte de Bohemia llamada Ústí nad Labem. Al año siguiente, en diciembre de 1951, Benita y sus hijos junto con los familiares de otros españoles fueron reunidos en Toulouse donde un tren nocturno les llevaría a Praga. Benita trabajaría durante ocho años de operaria en una empresa textil, hasta que al inicio de la década de 1960 se trasladaron a la capital checoslovaca, donde Benita, militante del Partido Comunista de España trabajó en la Federación Sindical Mundial (FSM), organización en la que operaría como intérprete de francés y secretaria de la Sección Latinoamericana durante 17 años. En 1980, Gil Serrano y su marido regresaron a la España democrática. Sin embargo, doce años después, en 1992, regresarían a Praga para estar cerca de sus hijos y nietos.
Falleció en Praga a los 102 años de edad.

## Reconocimientos
Además de la mencionada Encomienda, el 27 de marzo de 2014 le fue concedido el "Título de Embajadora de Mas de las Matas" y la "Medalla de la Fiel Villa de Mas de las Matas".